# Прокоф'єв Василь Андрійович
Василь Андрійович Прокоф'єв (15 серпня 1906, село Кобона Новоладозького повіту Санкт-Петербурзької губернії, тепер Кіровського району Ленінградської області, Російська Федерація — 1996, місто Санкт-Петербург) — радянський державний діяч, 1-й секретар Мурманського і Новгородського обласних комітетів КПРС. Член ЦК КПРС у 1952—1961 роках. Депутат Верховної ради РРФСР 3-го скликання. Депутат Верховної ради СРСР 4—5-го скликань. Брат поета Олександра Прокоф'єва.

## Життєпис
Народився в селянській родині. З 1920 року — діловод Кобонського волосного виконавчого комітету, діловод Шумського волосного виконавчого комітету, вантажник в порту. З 1927 року — кочегар, машиніст на кораблях Балтійського пароплавства.
Член ВКП(б) з 1929 року.
З 1929 року — казаняр канонерського заводу в Ленінграді; завідувач відділу культури Ленінградської Спілки водників.
У 1932—1936 роках — студент Ленінградського інституту інженерів водного транспорту.
У 1936—1941 роках — майстер, виконроб, начальник цеху, головний інженер, директор Мурманського судноремонтного заводу.
У 1941—1943 роках — секретар Мурманського міського комітету ВКП(б); секретар Мурманського обласного комітету ВКП(б) із транспорту. У 1943—1945 роках — заступник секретаря Мурманського обласного комітету ВКП(б) із транспорту.
У 1945 — грудні 1948 року — 3-й секретар Мурманського обласного комітету ВКП(б).
У грудні 1948 — 1950 року — 2-й секретар Мурманського обласного комітету ВКП(б).
У 1949 році закінчив заочно Вищу партійну школу при ЦК ВКП(б).
У 1950 — липні 1958 року — 1-й секретар Мурманського обласного комітету ВКП(б) (КПРС).
У липні 1958 — 11 квітня 1961 року — 1-й секретар Новгородського обласного комітету КПРС.
У квітні 1961 — 1963 року — заступник голови Комісії радянського контролю Ради міністрів СРСР.
У 1963—1965 роках — заступник голови Комітету партійно-державного контролю ЦК КПРС по Російській РФСР і Ради міністрів РРФСР.
У 1965—1966 роках — заступник голови Комітету народного контролю Російської РФСР.
З 1966 року — персональний пенсіонер союзного значення.
Помер у 1996 році в Санкт-Петербурзі.

## Нагороди
- орден Леніна (16.08.1956)
- орден Вітчизняної війни ІІ ст. (31.05.1945)
- два ордени Трудового Червоного Прапора
- орден Дружби народів (14.08.1986)
- медаль «За трудову доблесть»
- медалі